# Sune Berg Hansen
Sune Berg Hansen (født 21. april 1971) er en dansk skakspiller. 
Hansen blev stormester i 1998 og er 7-dobbelt danmarksmester i skak i 2002, 2005, 2006, 2007, 2009, 2012 og 2015. Berg Hansen var landstræner i skak fra 2019-2022.
Sune Berg Hansen bor i København, hvor han blandt andet er beskæftiget som journalist og pokerspiller. Han har sammen med Laust Kehlet selskabet KH-Online, som han arbejder i til daglig; firmaet opererer inden for online marketing. Han har studeret cand.polit., og han har desuden investeret en del penge i aktier.